# 日本空調北陸
株式会社日本空調北陸（にほんくうちょうほくりく、英文社名：Nihon Kucho Hokuriku Ltd.）は、空調設備メンテナンスなどが主体で建築設備工事も行う富山市に本社を置く日本空調サービスのグループ会社である。

## 沿革
- 1977年 - 富山市新桜町5番3号において日本空調サービス富山出張所より分離独立し設立。設備工事・メンテナンス・運転管理を開始する。
- 2010年 - 水上式太陽光発電を富山県と共同開発し同県射水市太閤山ランドに設置する。水上式としては日本初といわれている[1]。

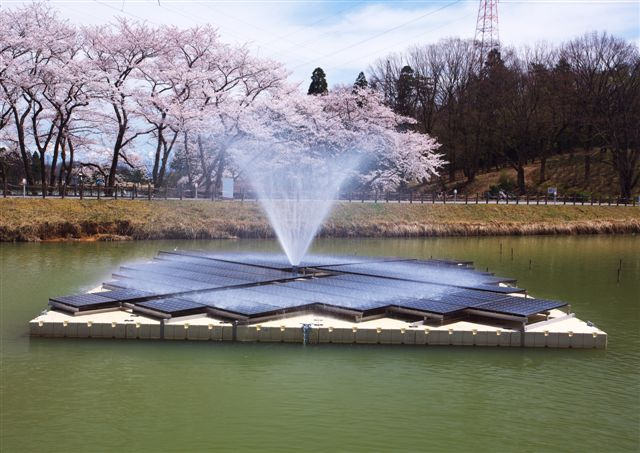
水上式太陽光発電システム（富山県射水市）

## 事業所
富山市・高岡市・金沢市・福井市・新潟市